# Parisoperans balett

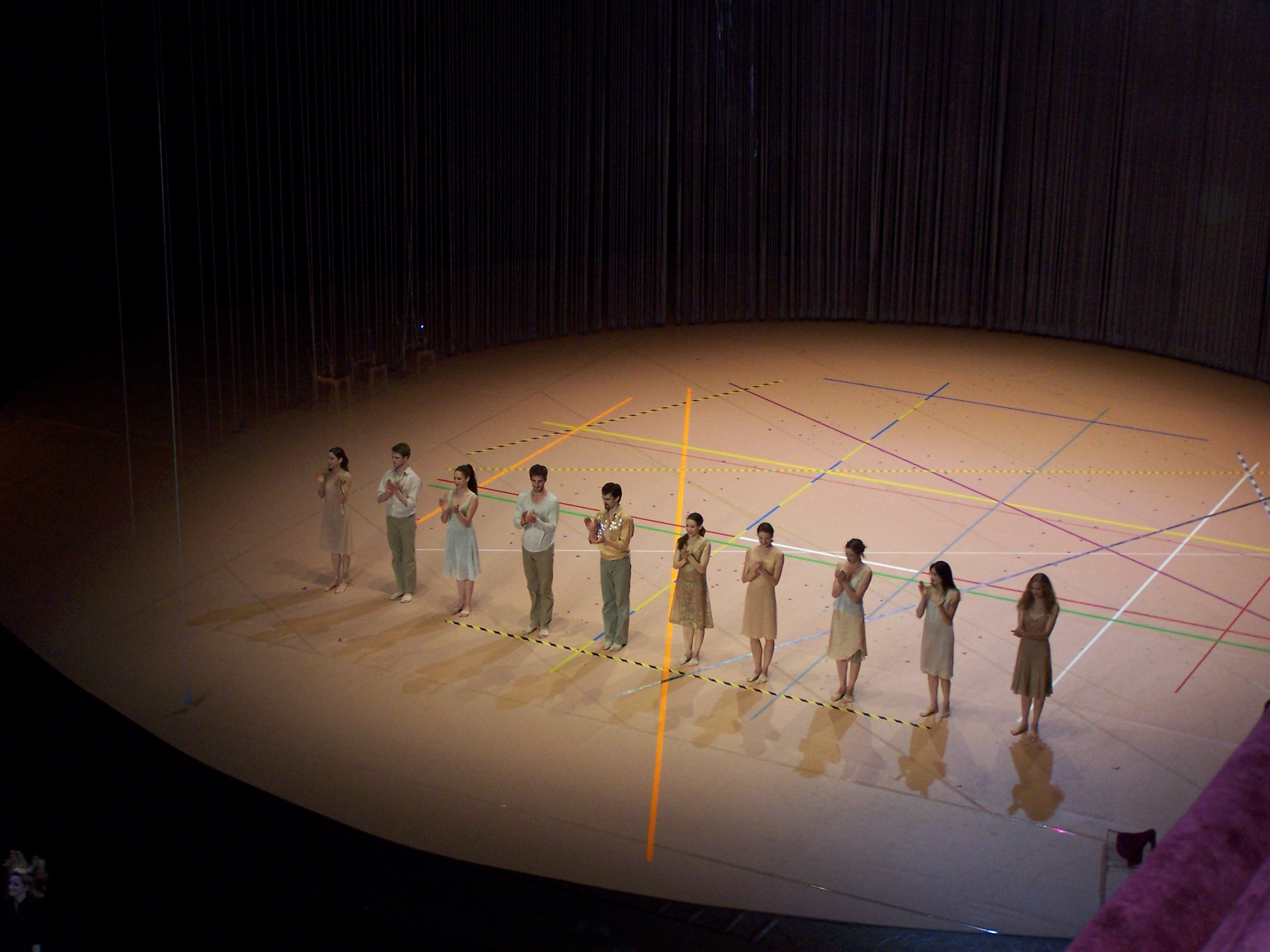
Dansarna i slutet av baletten Rain av koreografen Teresa De Keersmaeker på Parisoperan 2011.

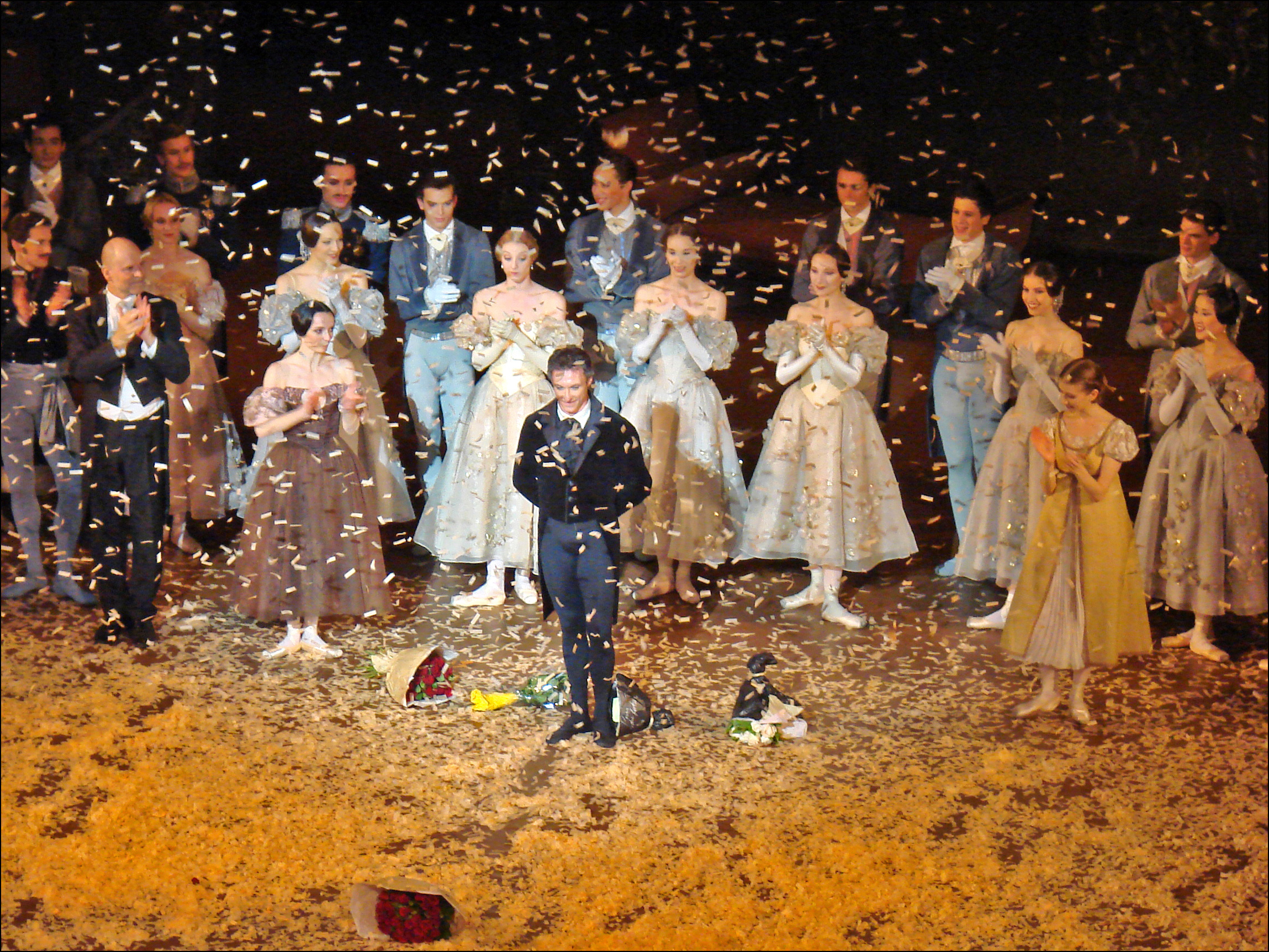
Ovationer till étoile (stjärndansaren) Manuel Legris efter hans sista balett Onéguine av John Cranko på Parisoperan 2009.

Parisoperans balett (Le Ballet de l’Opéra national de Paris) är ett balettkompani vid Parisoperan. Kompaniet har sina rötter i kung Ludvig XIV:s Académie Royale de Danse och Le Ballet de l'Opéra grundade redan 1661.

## Historik
Birgit Cullbergs balett Fröken Julie från 1950 hade premiär på Parisoperan 21 februari 2014.

### Balettchefer
- 2016- Aurélie Dupont[2]
- 2014-2016 Benjamin Millepied[3]
- 1995-2014 Brigitte Lefèvre
- 1983-1995 Rudolf Nureyev

## Parisoperans dansskola
Till Pariosoperan hör också en dansskola (École de danse de l'Opera national de Paris) som brukar anses vara en av de bästa dansskolorna i världen och flera av dess tidigare elever har vunnit priser i den internationella balettävlingen Benois de la Danse. Majoriteten av de som dansar i Parisoperans balett har också gått på skolan.
Dansskolan startades 1713 av Ludvig XIV.
Sedan 1970-talet har skolan sina lokaler i parisförorten Nanterre.

## Dansare
Parisoperans balett har fem nivåer av dansare:
- étoile (stjärndansare)
- premières sujets
- sujets
- coryphées
- quadrilles

### Dansare i urval
- Yvette Chauviré
- Sylvie Guillem
- Aurélie Dupont
- Nicholas Le Riche
- Clairemarie Osta
- Sae Eun Park